# تيار الجليد

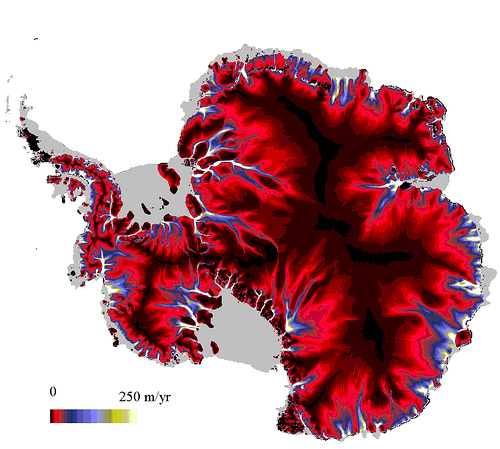
خريطة تمثل سرعة القارة القطبية الجنوبية. يمكن أن ترى التيارات الجليدية مع تزايد السرعات (الأزرق والأصفر، الأبيض) تتدفق نحو الساحل

تيار الجليد (بالإنجليزية: Ice stream) هي المنطقة من الطبقة الجليدية التي تتحرك بشكل أسرع من الجليد المحيط بها. وهي تعد نوع من أنواع الكتل الجليدية. تعد التيارات الجليدية ذات ميزات كبيرة في القارة القطبية الجنوبية حيث تبلغ نسبتها 10 ٪ من حجم الجليد الكلي في القارة. وهي تصل إلى عرض يبلغ 50 كم وسمك يبلغ 2 كم، ويمكن أن يمتد لمئات الكيلومترات.
أما سرعة تيارات الجليد يمكن أن تصل لأكثر من 1000 متر في السنة، وهو أسرع من سرعة الجليد المحيط بها، وتعتبر قوى القص الموجودة على حافة التيارات الجليدية سبب رئيسيا لتشويه وتبلور الجليد مما يجعله أكثر نعومة، والتركيز المتواصل من التيارات الجليدية على التشويه في نطاقات ضيقة وفي هوامش القص أدى لتشكل الأخاديد الجليدية وخاصة حول هوامش القص.
معظم تيارات الجليد تملك كمية كبيرة من المياه في قواعدها السفلى، والتي تساعد على تدفقها وحركتها السريعة.

## القارة القطبية الجنوبية
ينضب الجليد في القطب الجنوبي وذلك بسبب نقله إلى البحر من قبل تيارات الجليد، وتعد أكبر الكتل الجليدية في شرق أنتاركتيكا هي كتلة لامبرت الجليدى ة، في حين تعد أكبر الكتل الجليدية في غرب أنتاركتيكا هي جزيرة بين وكتلة توبيتس الجليدية، وتعتبر هذه الكتل أهم الأسباب والعوامل في الحفاظ على التوازن في القارة، وعلى الرغم من ذلك الا انها تخسر من كتلها الصافية ما مجموعه 85 جيجا طن سنويا وفقا لقياس في عام 2006.
وقد تمت الإشارة في العديد من الأبحاث إلى أن الغطاء الجليدي في القطب الجنوبي يفقد حجمه سنة بعد سنة. ومع تسارع وتيرة الفقد في الماضي وفي الفترة الجارية يعتقد ان سبب فقد القارة لكتلتها الجليدية هي التيارات الجليدية والأنهار الجليدية، هذا إن لم يكونا السببين الرئيسيين لهذا الاختلال في القارة.

## جرين لاند
تعتبر التيارات الجليد من أهم الأسباب التي تستنزف الغطاء الجليدي في غرينلاند وتقذفها نحو البحر، وتشمل الكتل الجليدية المهدده بالزوال في المستقبل : كتلة هلهيم الجليدية وجاكوشفان ايسبرا وكتلة كانغردلوقسوغ الجليدية.